# Kraśnik
Kraśnik è una città polacca del distretto di Kraśnik nel voivodato di Lublino. La cittadina, che ricopre una superficie di 25,29 km² e che nel 2007 contava 35.913 abitanti, ha il proprio centro su una collina e si è espansa sulla pianura verso nord ed est. Una strada attraversa il centro tagliando Kraśnik in senso diagonale.

## Storia
I primi insediamenti nella zona risalgono al XIII secolo e la località divenne città nel 1377. Fino al XIX secolo appartenne alla famiglia Zamoyski. Nell'agosto 1914, il paese e la zona circostante divennero un punto focale della Battaglia di Kraśnik, nella prima guerra mondiale tra Russia e Imperi centrali per il controllo della Galizia.
Così come in tutta la regione di Lublino, anche a Kraśnik vi era una numerosa comunità ebraica, con 5000 persone (40% della popolazione) prima della seconda guerra mondiale. Già vi sono tracce di questa comunità nel 1531, ma il permesso ufficiale di risiedere nella cittadina è del 1584. Nel 1654, il quartiere ebraico era ufficialmente limitato all'area vicino alla sinagoga, anche se questa legge non veniva rispettata in modo rigido.
Durante la guerra a Kraśnik fu costruito il campo di lavoro di Budzyn, destinato alla fabbricazione di aerei. Questo campo, con circa 3.000 ebrei, divenne dipendente da quello di Majdanek a Lublino; nel luglio 1944 erano sopravvissuti 300 prigionieri-lavoratori. La comunità ebrea non è oggi più presente. Kraśnik è sede del secondo SOS Children's Village in Polonia, stabilito nel 1991.

## Monumenti e luoghi d'interesse
- Rovine del castello della famiglia Zamoyski, costruito in legno (XVII secolo);
- Complesso della Chiesa dello Spirito Santo ed ospedale, in stile barocco (XVIII secolo);
- Chiesa dell'Ascensione (circa 1469) con dipinti di T. Dollabella, lapidi della famiglia Teczynski e monastero (XV-XVIII secolo);
- Sinagoga "doppia" del XVII secolo, parzialmente restaurata.

## Sport
Kraśnik ha un club sportivo Stal, che è stato fondato nel 1948.

## Relazioni internazionali

### Gemellaggi
Kraśnik è gemellata con:
- Hajdúböszörmény, Ungheria
- Ruiselede, Belgio
- Šilalė, Lituania
- Korosten', Ucraina
- Turijs'k, Ucraina
- Traù, Croazia

Ex città gemellate:
- Nogent-sur-Oise, Francia (Nel febbraio 2020, il comune francese ha sospeso la sua partnership con Kraśnik come reazione all'approvazione di una risoluzione anti-LGBT da parte del Kraśnik autorità locali.)[2]

## Controversie

### Zona LGBT-free
Nel 2019, il consiglio comunale di Kraśnik ha adottato una risoluzione zona LGBT-free, che ha portato il bilancio della città a perdere 10 milioni di euro dall'EEA e Norway Grants, e ad essere espulso da un programma di cooperazione tra città gemellate dell'Unione europea e perdere lo status di città gemellata con Nogent-sur-Oise. Nel 2021, un appello per abrogare il voto del sindaco è stato respinto dal consiglio comunale.

### Zona 5G-free
Il 24 settembre 2020, i consiglieri di Kraśnik hanno votato per prendere in considerazione il divieto di 5G telefonia mobile in città. È stata data sostegno alla petizione della "5G Polish Coalition Association" "(pl: Stowarzyszenie Koalicja Polska Wolna od 5G)", che prevede anche un ordine per lo smantellamento delle reti Wi-Fi nelle scuole.

## Industrie
- FŁT-Kraśnik S.A. - metalmeccanica
TN POLSKA Sp. z o.o., Tsubaki Nakashima Co.Ltd. - produzione sfere e rulli in acciaio. metalmeccanica.